# Euploea inaequalis
Euploea inaequalis är en fjärilsart som beskrevs av Butler 1878. Euploea inaequalis ingår i släktet Euploea och familjen praktfjärilar. Inga underarter finns listade i Catalogue of Life.